# Граница Канады и США

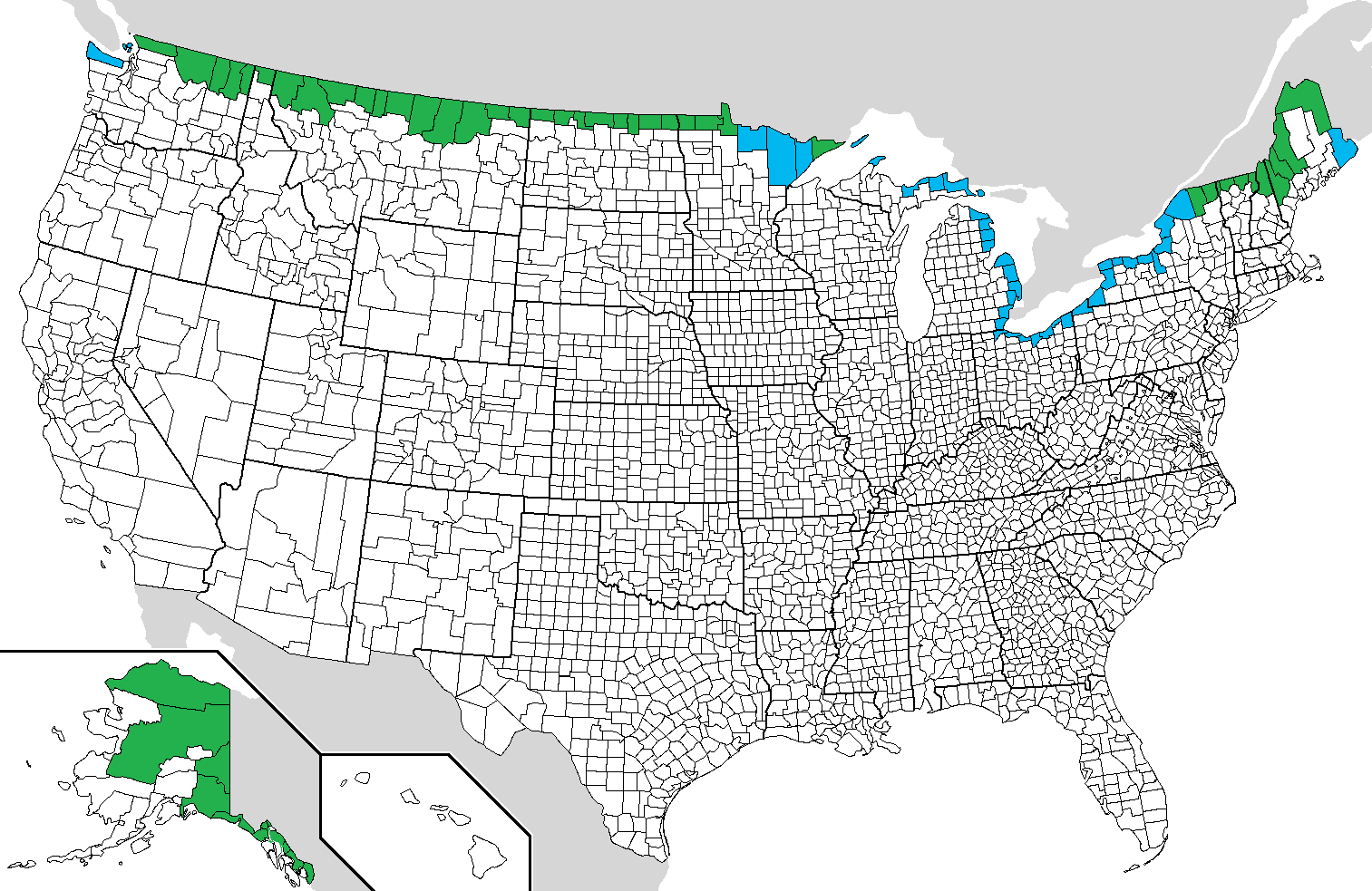
Округа США, граничащие с Канадой
сухопутная граница
граница по воде

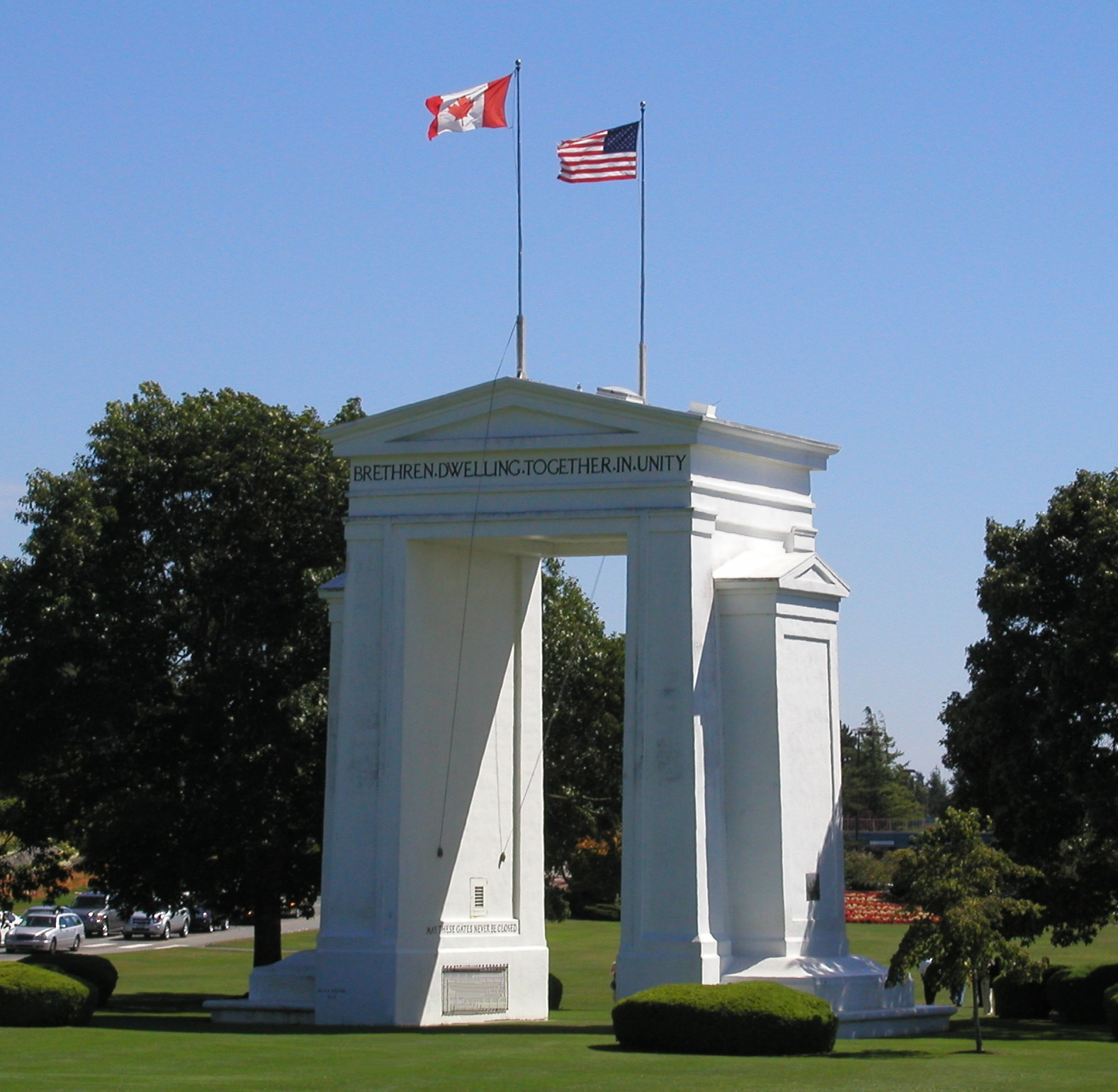
Арка мира на границе между Блейном, Вашингтон и Суррей, Британская Колумбия.

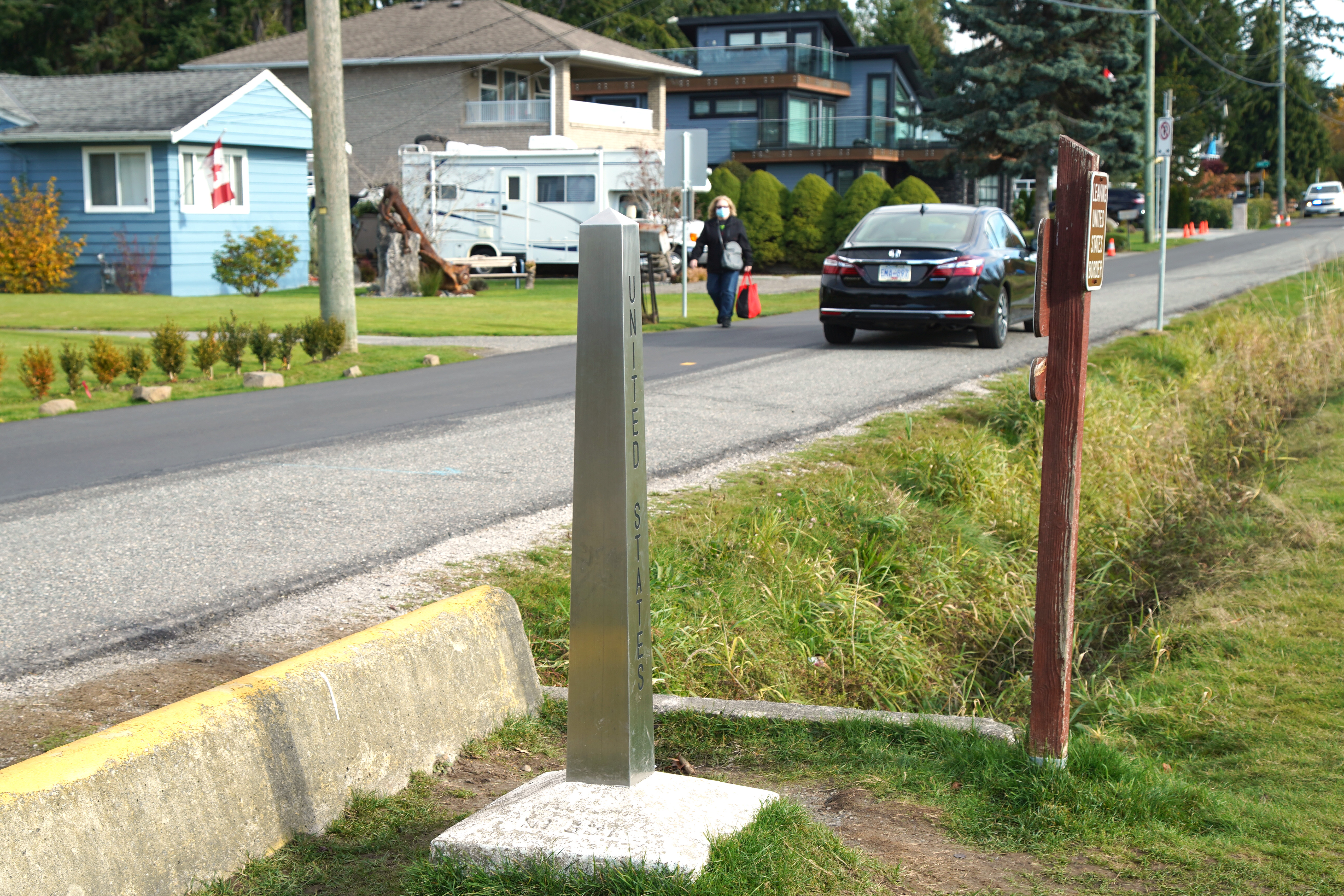
0 Avenue на канадской стороне и пограничный знак

Граница Канады и США (англ. Canada–United States border, фр. Frontière entre le Canada et les États-Unis) — государственная граница, разделяющая Канаду и Соединённые Штаты Америки. Это длиннейшая государственная граница в мире (по общей, но не непрерывной длине) и длиннейшая немилитаризированная граница мира. Наземная граница (включая маленькие части морских границ в Атлантическом, Тихом и Северном Ледовитом океанах, а также на Великих озёрах) протяжённостью в 8891 км, включая 2475 км границ с Аляской.

## История
Предыстория будущей границы началась в эпоху заселения североамериканского континента европейцами. Её первые наброски были сделаны при заселении американского континента английскими пуританами и французскими католиками в XVII веке. В то время как английские поселенцы в первую очередь стали осваивать полосу земли вдоль Атлантического побережья современных США, французы, укрепившись в Акадии, стали исследовать водную систему вверх по реке Святого Лаврентия, продвигаясь к Великим озёрам. Первые контакты между двумя империями на североамериканском континенте были случайны и во многом связаны с их взаимоотношениями с индейцами. К концу первого столетия заселения европейцами Северной Америки ещё неоформленная граница между французскими и английскими владениями была далеко не мирной. Жители Новой Франции воспринимались в английских колониях как «антихристиане», «паписты», «идолопоклонники», соответственно борьба против них провозглашалась богоугодным делом.
Первая официально зарегистрированная граница — линия разграничения Новой Франции и Новой Англии была установлена Утрехтским миром 1713 года, который передал Англии Акадию, Ньюфаундленд и побережье Гудзонова залива. Затем карту Северной Америки перекроила Семилетняя война 1756—1763 годов, итогом которой «стала ликвидация французских владений на американском континенте». Благодаря, не в последнюю очередь, усилиям Бенджамина Франклина «Британия получила не богатый сахаром остров Гваделупу, а обширную, но полупустую территорию к северу от старых колоний» — Канаду. Основным доводом Франклина в пользу аннексии Канады была проблема безопасности: английские колонии не могут чувствовать себя в безопасности, пока рядом находится форпост империи-противника. Так Канада стала ещё одной колонией Британии в Северной Америке, однако её отличие от «старых» колоний заключалось в нараставшем своеволии американцев.
Тем не менее, долгое время после начала освоения европейцами просторов Северной Америки границы между американским и канадским обществом, ровно как и границы между их государствами, не существовало. Предки англоканадцев и англо-американцев по сути являются одними и теми же людьми — выходцами из Британской империи. Вплоть до Американской революции и принятия Декларации независимости 1776 года по современной территории двух стран в общем смысле проходили два типа границ: границы между колониальными владениями европейских империй и граница между «цивилизацией» и диким миром, так называемый «фронтир». Именно второй тип границы в большей степени повлиял не только на становление самобытности, культурных традиций, общности североамериканцев, но и был определяющим фактором развития, миграции населения, закладывая предпосылки к образованию двух государств.
Период после аннексирования Британией Канады стал порой бурного взаимного смешения, миграции населения с севера на юг и наоборот, обеспечивающейся полным отсутствием каких бы то ни было барьеров или границ, так как эти территории находилась «внутри» фронтира под юрисдикцией одной страны. Из наиболее крупных миграционных потоков можно выделить переселение части жителей Новой Англии и большого числа новых переселенцев с Британских островов на полуостров Новая Шотландия, происходившее вплоть до 1775 года, обеспечившее впоследствии «нейтральность» данной территории в надвигавшейся войне. Это явление оказалось одним из первых выражений трансграничных отношений двух соседей.
В ходе войны за независимость будущая территория Канады стала базой для имперских войск и, в конце концов, убежищем для тысяч лоялистов. Образование США в 1776 году и, впоследствии, заключение Парижского мирного договора 1783 года (ставшего первым документом, закрепившим границу между США и Британской Северной Америкой) привело к созданию принципиально нового типа границы — границы между суверенным государством с республиканским строем и демократической формой правления и явно враждебно настроенным колониальным владением империи с монархической формой правления. Народ, некогда являвшийся единым, ядро которого составляли т. н. WASP, был впервые разделён чёткой границей территориально, а также культурно, политически и де-юре национально. Американская революция декларировала создание новой нации — американской, что послужило одной из причин для оттока из страны по разным подсчетам от 40 000 до 75 000 «лоялистов» — наиболее образованной, в большей степени аристократичной части населения, верной британской монархии и не принявшей установившихся в США порядков. В это же число входят фермеры, перебравшиеся из штата Нью-Йорк и Новой Англии в Онтарио на плодородные северные побережья Великих озёр.
Именно лоялисты создали английскую Канаду, благодаря их притоку американо-канадская граница стала линией не столько между народами, сколько между идентичностями. На тот период, период своего рождения, граница явилась в большей степени неестественным барьером между двумя народами и была призвана отделить земли молодого демократического государства от земель своего вчерашнего врага. Впервые появившаяся с подписанием Парижского мира 1783 года граница между двумя государствами стала сюрпризом для жителей приграничных территорий. Так, в ряде пограничных городов штатов Нью-Йорк и Мэн по сей день сохранились ставшие достопримечательностью здания, через которые прошла граница между США и Британской Канадой. Для канадцев же земля к югу от их страны стала символом позора — в самой Канаде лояльность империи была предметом гордости. В этом смысле стоит согласиться с мнением американского географа Д. Мэйнига, что «американская революция создала не одну страну, а две».
Напряженность в отношениях между странами нарастала. Недавно оформившаяся граница была нарушена в 1812 году вследствие англо-американской войны, которая, как ни странно, поспособствовала более динамичному решению пограничного вопроса. Гентский мирный договор 1814 года предусматривал среди прочего создание трёх комиссий по установлению точной линии границы. В итоге двусторонние переговоры между Британией и США привели к двум важным соглашениям, которые напрямую повлияли на развитие дальнейших трансграничных отношений соседних держав.
Первое соглашение, задавшее тон всему дальнейшему переговорному процессу и, возможно, породившее впоследствии мнение о «самой протяженной неохраняемой границе в мире», — подписанный в 1817 году пакт Раша-Бэгота о взаимной демилитаризации Великих озёр (Rush-Bagot Treaty). Это соглашение нельзя недооценить. Впервые за долгие годы конфронтации между, по сути, братскими нациями наметилась тенденция к улучшению отношений. Люди по обе стороны границы по-прежнему воспринимали её как неестественный барьер. Это уже не был тот фронтир, который огораживал «цивилизованные» земли от «дикарей», граница стала отделять один англоговорящий мир от другого в пространстве единого региона. Это во многом определило дальнейшее мирное поступательное развитие двусторонних отношений. Как доказательство этому может служить тот факт, что это была первая и последняя война двух стран. В апреле следующего года заключается очередное дружественное соглашение о разграничении рыболовных угодий стран.
Ещё через полгода был заключен второй важнейший двусторонний договор. 20 октября 1818 года в Лондоне состоялось подписание англо-американской конвенции Раша-Галлатина (Convention of 1818), которая определила границу между США и Британскими владениями от Лесного озера до на тот момент едва исследованной территории Скалистых гор. Для простоты было решено «спрямить» государственную границу между двумя странами, которая прошла строго по 49-й параллели от озера Эри до Скалистых гор. США уступали незначительную часть своих территорий в долине реки Милк, которая вошла в позднее образованную канадскую провинцию Альберта. В этом же соглашении Британия подтверждала свои обязательства относительно беглых рабов из США, хозяевам которых британская администрация согласилась либо выплачивать компенсацию, либо же депортировать рабов обратно их законным владельцам.
Заключение двух важнейших соглашений 1817 и 1818 годов заложило фундамент всей долгосрочной работы по налаживанию сотрудничества между двумя странами и послужило отправной точкой к развитию их трансграничных отношений.
Последующие годы обе страны, развиваясь, продвигались на запад к берегам Тихого океана. Однако развитие стран происходило крайне неравномерно. Уже к 1840-м годам США выбились в лидеры по развитию своей экономики, промышленности, по численности населения. Последний недемаркированный участок восточной части американо-канадской границы (между штатом Мэн и провинцией Нью-Брансуик) был нанесен на карту в 1842 году после подписания договора Уэбстера — Ашбертона, после чего взоры обоих государств устремились на запад. Мигранты с востока США под действием различного рода факторов стали все активнее переселяться и осваивать западные земли. Так появилась необходимость в «продлении» границы. В 1844 году администрация президента Полка инициировала переговоры по установлению четкой границы между странами в Орегоне, территории, которая вплоть до этого времени оставалась в британо-американском совладении. Американцы настаивали на проведении границы с Канадой по параллели 54° 40', которая в свою очередь являлась южной оконечностью русских владений в Америке. Такие планы вызвали возмущение со стороны Великобритании, которая в свою очередь предложила провести границу по реке Колумбия. Компромисс был найден в 1846, когда состоялось подписание Орегонского договора. Согласно данному договору граница между США и Канадой закрепилась в основном вдоль 49-й параллели. Теперь американо-канадская граница пролегала от Атлантического океана до Тихого.
Ещё с 1840-х годов в Канаде возникло беспокойство по поводу того, что многие ценные земли в Северной Америке были уступлены Соединённым Штатам. Горячие споры, вспыхивавшие между лесопромышленниками провинции Нью-Брансуик и штата Мэн по поводу границы между США и британскими колониями в её восточной части, были решены в пользу США в соответствии с договором Уэбстера — Ашбертона в 1842 году. В то же время на Дальнем Западе шло такое энергичное заселение земель переселенцами из США, что Британия была вынуждена отказаться от всяких притязаний на долину реки Колумбия. По Орегонскому договору 1846 года граница между этими странами, проходившая к западу от Лесного озера по 49-й параллели, была продолжена по той же параллели до Тихого океана, что также явилось сдачей позиций американцам.
В 1903 г. совместная комиссия представителей США, Великобритании и Канады урегулировали вопрос о границе между Аляской и Канадой по 141-му меридиану.

## Протяжённость границ
|     |                 |                                 |     |                      |                             |  |
| Ряд | Штат            | Протяженность границы с Канадой | Ряд | Провинция/Территория | Протяженность границы с США |  |
| 1   | Аляска          | 2 475 км (1 538 миль)           | 1   | Онтарио              | 2 760 км (1 715 миль)       |  |
| 2   | Мичиган         | 1 160 км (721 миль)             | 2   | Британская Колумбия  | 2 168 км (1 347 миль)       |  |
| 3   | Мэн             | 983 км (611 миль)               | 3   | Юкон                 | 1 210 км (752 миль)         |  |
| 4   | Миннесота       | 880 км (547 миль)               | 4   | Квебек               | 813 км (505 миль)           |  |
| 5   | Монтана         | 877 км (545 миль)               | 5   | Саскачеван           | 632 км (393 мили)           |  |
| 6   | Нью-Йорк        | 716 км (445 миль)               | 6   | Нью-Брансуик         | 513 км (318 миль)           |  |
| 7   | Вашингтон       | 687 км (427 миль)               | 7   | Манитоба             | 497 км (309 миль)           |  |
| 8   | Северная Дакота | 499 км (310 миль)               | 8   | Альберта             | 298 км (185 миль)           |  |
| 9   | Огайо           | 235 км (146 миль)               |     |                      |                             |  |
| 10  | Вермонт         | 145 км (90 миль)                |     |                      |                             |  |
| 11  | Нью-Гэмпшир     | 93 км (58 миль)                 |     |                      |                             |  |
| 12  | Айдахо          | 72 км (45 миль)                 |     |                      |                             |  |
| 13  | Пенсильвания    | 68 км (42 мили)                 |     |                      |                             |  |

## Безопасность
Граница между США и Канадой считается одной из самых протяжённых неохраняемых границ в мире. Таможенный надзор осуществляется только на самых больших дорогах между США и Канадой. На деревенских дорогах, в деревнях, сельскохозяйственных полях и лесах не встречаются ни таможенные пункты, ни какие-либо пограничные ограждения. После терактов 11 сентября 2001 года на главных дорогах США-Канады полицейский и пограничный контроль был усилен. Однако усиление контроля вызвало неоднозначную реакцию простых жителей Канады и США, а также представителей бизнеса, которые были вынуждены столкнуться с непривычными до тех пор дополнительными проверками.

## Достопримечательности

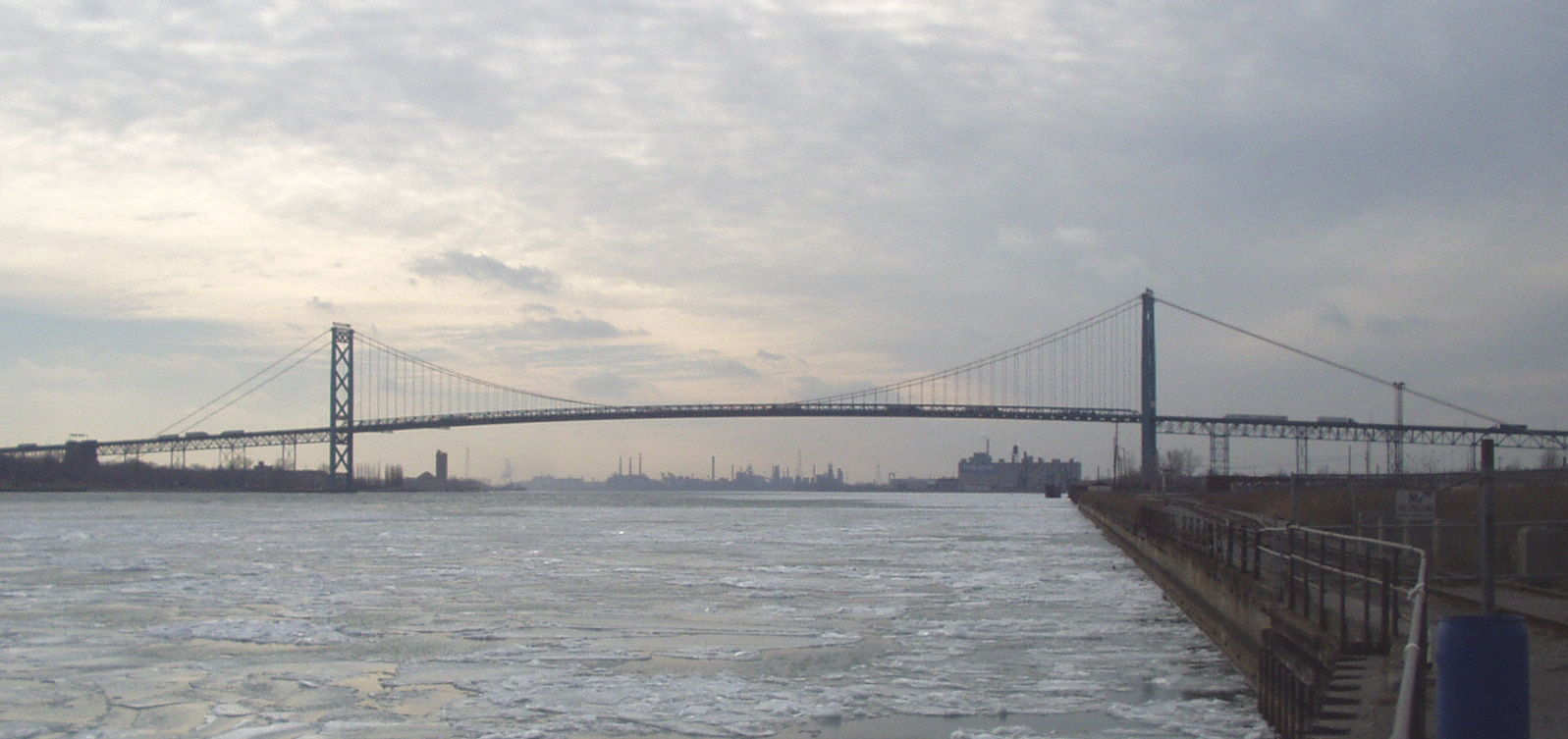
Мост Амбассадор между Детройтом (штат Мичиган) и Уинсором (провинция Онтарио), наиболее загруженное место пересечения границы

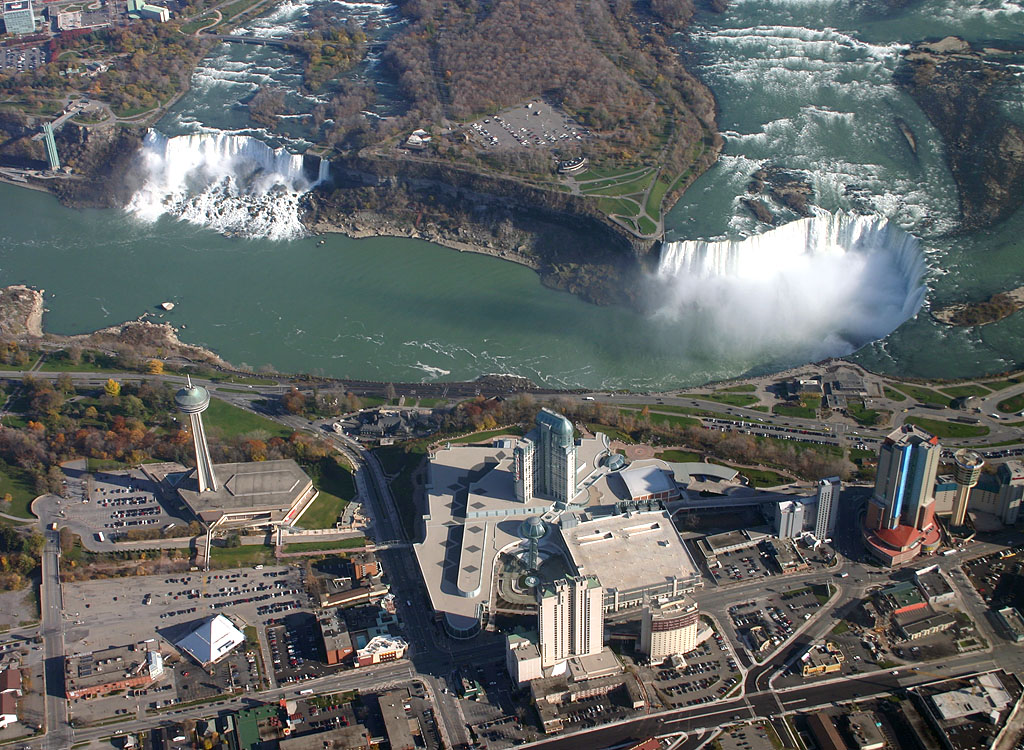
Ниагарский водопад: Американская часть водопада слева — штат Нью-Йорк, Канадская часть — справа, провинция Онтарио. Граница проходит по подкове

Граница богата известными во всем мире географическими и историческими объектами, такими как:
- Ниагарский водопад
- Несколько зданий разделены границей, так как были построены до делимитации. Граница между государствами проходит в том числе через библиотеку и оперный театр Хаскелла (Дерби-Лайн, Вермонт и Станстед, Квебек)[1], гостиницу и ресторан Half Way House (Форт-Ковингтон, Нью-Йорк и Данди, Квебек)[2][3] и кантри-клуб «Арустук-Валли» (Форт-Фэйрфилд, Мэн и Фор-Фолз, Нью-Брансуик)[4].
- Северо-Западный Угол — участок побережья озера Лесного, расположенный севернее 49° северной широты.
- На границе США (Аляски) и Канады находятся несколько высоких гор, в частности: Гора Святого Ильи, Фэруэтер, Хаббард[англ.], Алверстоун[англ.], Огаста, Кук[англ.] — шесть этих гор входят в список гор США, имеющих абсолютную высоту более 4000 метров и относительную — более 500 метров.
- Международный сад мира
- Парк «Арка мира»
- Водохранилище Росс